# Premier Division (1984/1985)
Premier Division (1984/1985) – był to 88. sezon szkockiej pierwszej klasy rozgrywkowej w piłce nożnej. Sezon rozpoczął się 11 sierpnia 1984, a zakończył się 11 maja 1985. Brało w niej udział 10 zespołów, które grały ze sobą systemem „każdy z każdym”. Tytuł mistrzowski obroniło Aberdeen, dla którego był to 4. tytuł mistrzowski w historii klubu. Tytuł króla strzelców zdobył Frank McDougall, który strzelił 22 bramki.

## Zasady rozgrywek
W rozgrywkach brało udział 10 drużyn, walczących o tytuł mistrza Szkocji w piłce nożnej. Każda z drużyn rozegrała po 4 mecze ze wszystkimi przeciwnikami (razem 36 spotkań).

## Drużyny
| Uczestnicy poprzedniej edycji                                                                                 | Uczestnicy poprzedniej edycji | Uczestnicy poprzedniej edycji | Uczestnicy poprzedniej edycji |
| --- | ----------------------------- | ----------------------------- | ----------------------------- |
| ABR | Aberdeen                      | 1                             |                               |
| CEL | Celtic                        | 2                             |                               |
| DNU | Dundee United                 | 3                             |                               |
| RAN | Rangers                       | 4                             |                               |
| HRT | Heart of Midlothian           | 5                             |                               |
| STM | St. Mirren                    | 6                             |                               |
| HIB | Hibernian                     | 7                             |                               |
| DNE | Dundee                        | 8                             |                               |
| Awans z Scottish First Division 1983/1984                                                                     |                               |                               |                               |
| MOR | Greenock Morton               | 1                             |                               |
| DUM | Dumbarton                     | 2                             |                               |
| Oznaczenia: - kolumna pierwsza – skróty nazw drużyn, - kolumna trzecia – miejsce zajęte w poprzednim sezonie. |                               |                               |                               |

## Stadiony
| Miasto    | Stadion             | Klub                | Pojemność |
| --------- | ------------------- | ------------------- | --------- |
| Aberdeen  | Pittodrie Stadium   | Aberdeen            | 20 866    |
| Dumbarton | Boghead Park        | Dumbarton           | 18 000    |
| Dundee    | Dens Park           | Dundee              | 11 856    |
| Dundee    | Tannadice Park      | Dundee United       | 14 223    |
| Edynburg  | Tynecastle Stadium  | Heart of Midlothian | 20 099    |
| Edynburg  | Easter Road Stadium | Hibernian           | 17 536    |
| Glasgow   | Celtic Park         | Celtic              | 80 000    |
| Glasgow   | Ibrox Stadium       | Rangers             | 80 000    |
| Greenock  | Cappielow Park      | Greenock Morton     | 11 100    |
| Paisley   | St. Mirren Park     | St. Mirren          | 10 800    |

## Tabela końcowa
| Lp. | Drużyna             | M  | Z  | R  | P  | Bramki | Bramki | Różn. | Pkt | Uwagi                          |
| --- | ------------------- | -- | -- | -- | -- | ------ | ------ | ----- | --- | ------------------------------ |
| 1   | Aberdeen (M)        | 36 | 27 | 5  | 4  | 89     | 26     | +63   | 59  | Puchar Europy • 1R             |
| 2   | Celtic (P)          | 36 | 22 | 8  | 6  | 77     | 30     | +47   | 52  | Puchar Zdobywców Pucharów • 1R |
| 3   | Dundee United       | 36 | 20 | 7  | 9  | 67     | 33     | +34   | 47  | Puchar UEFA • 1R               |
| 4   | Rangers             | 36 | 13 | 12 | 11 | 47     | 38     | +9    | 38  | Puchar UEFA • 1R               |
| 5   | St. Mirren          | 36 | 17 | 4  | 15 | 51     | 56     | −5    | 38  | Puchar UEFA • 1R               |
| 6   | Dundee              | 36 | 15 | 7  | 14 | 48     | 50     | −2    | 37  |                                |
| 7   | Heart of Midlothian | 36 | 13 | 5  | 18 | 47     | 64     | −17   | 31  |                                |
| 8   | Hibernian           | 36 | 10 | 7  | 19 | 38     | 61     | −23   | 27  |                                |
| 9   | Dumbarton (S)       | 36 | 6  | 7  | 23 | 29     | 64     | −35   | 19  | Spadek do First Division       |
| 10  | Greenock Morton (S) | 36 | 5  | 2  | 29 | 29     | 100    | −71   | 12  | Spadek do First Division       |

## Wyniki spotkań

### Mecze 1–18
| Gospodarz \ Gość    | ABR | CEL | DUM | DNE | DNU | HRT | HIB | MOR | RAN | STM |
| Aberdeen            |     | 4:2 | 1:0 | 3:2 | 0:1 | 4:0 | 4:1 | 3:1 | 0:0 | 4:0 |
| Celtic              | 2:1 |     | 2:0 | 5:1 | 1:1 | 1:0 | 3:0 | 5:0 | 1:1 | 7:1 |
| Dumbarton           | 0:2 | 1:1 |     | 2:1 | 2:2 | 0:1 | 2:2 | 3:1 | 1:2 | 0:1 |
| Dundee              | 1:2 | 2:3 | 1:1 |     | 0:2 | 2:1 | 0:1 | 5:1 | 0:2 | 2:0 |
| Dundee United       | 0:2 | 1:3 | 1:0 | 3:4 |     | 2:0 | 2:1 | 7:0 | 1:1 | 3:2 |
| Heart of Midlothian | 1:2 | 1:5 | 1:0 | 0:2 | 2:0 |     | 0:0 | 1:2 | 1:0 | 1:2 |
| Hibernian           | 0:3 | 0:0 | 2:3 | 2:0 | 0:0 | 1:2 |     | 3:1 | 2:2 | 2:3 |
| Greenock Morton     | 0:3 | 2:1 | 2:1 | 1:1 | 0:3 | 2:3 | 4:0 |     | 1:3 | 0:4 |
| Rangers             | 1:2 | 0:0 | 0:0 | 0:0 | 1:0 | 1:1 | 2:0 | 2:0 |     | 0:0 |
| St. Mirren          | 0:2 | 1:2 | 0:0 | 2:1 | 1:0 | 2:3 | 2:0 | 2:1 | 0:2 |     |

Źródło: SPFL.co.uk
Objaśnienia:
1Drużyna gospodarzy jest wymieniona po lewej stronie tabeli.
Kolory: zielony – zwycięstwo gospodarzy, żółty – remis, różowy – zwycięstwo gości.

### Mecze 19–36
| Gospodarz \ Gość    | ABR | CEL | DUM | DNE | DNU | HRT | HIB | MOR | RAN | STM |
| Aberdeen            |     | 1:1 | 4:0 | 0:0 | 4:2 | 2:2 | 2:0 | 5:0 | 5:1 | 3:0 |
| Celtic              | 2:0 |     | 2:0 | 0:1 | 1:2 | 3:2 | 0:1 | 4:0 | 1:1 | 3:0 |
| Dumbarton           | 0:2 | 0:2 |     | 1:0 | 0:2 | 1:3 | 0:2 | 1:0 | 2:4 | 1:1 |
| Dundee              | 0:4 | 2:0 | 1:0 |     | 1:0 | 3:0 | 2:0 | 0:0 | 2:2 | 1:0 |
| Dundee United       | 2:1 | 0:0 | 4:0 | 4:0 |     | 5:2 | 2:0 | 5:0 | 2:1 | 3:1 |
| Heart of Midlothian | 0:3 | 0:2 | 5:1 | 3:3 | 0:1 |     | 2:2 | 1:0 | 2:0 | 0:1 |
| Hibernian           | 0:5 | 0:1 | 3:1 | 0:1 | 1:1 | 1:2 |     | 5:1 | 1:0 | 0:4 |
| Greenock Morton     | 1:2 | 2:7 | 2:4 | 0:1 | 0:3 | 0:1 | 1:2 |     | 0:3 | 0:2 |
| Rangers             | 1:2 | 1:2 | 3:1 | 1:3 | 0:0 | 3:1 | 1:2 | 2:0 |     | 2:0 |
| St. Mirren          | 2:2 | 0:2 | 1:0 | 4:2 | 1:0 | 5:2 | 2:1 | 2:3 | 2:1 |     |

Źródło: SPFL.co.uk
Objaśnienia:
1Drużyna gospodarzy jest wymieniona po lewej stronie tabeli.
Kolory: zielony – zwycięstwo gospodarzy, żółty – remis, różowy – zwycięstwo gości.